# Catalina Ines Acosta
Catalina Inés Acosta Albarracín (Bogotà, 5 febbraio 1978) è una modella colombiana, di origini italiane.

## Biografia
La modella ha rappresentato il dipartimento di Cundinamarca in occasione del concorso nazionale Miss Colombia 1999, dove è riuscita a vincere la corona, battendo Carolina Cruz, la rappresentante della Valle del Cauca. Grazie alla vittoria del titolo, la Acosta ha potuto rappresentare la Colombia a Miss Universo 2000, che si è tenuto a Cipro, dove però non è riuscita ad andare oltre le semifinali del concorso vinto alla fine da Lara Dutta. Due anni dopo, la Acosta ha vinto il titolo di Miss Italia nel mondo 2002.
Esaurita l'esperienza nei concorsi di bellezza, Catalina Ines Acosta ha presentato la rubrica del canale televisivo RCN intitolata Tu tele. 
Nel 2005 la sua partecipazione al reality show in onda su Caracol Desafío 20-05, ha causato grande polemica, in quanto al momento della partecipazione al reality, la modella aveva un incarico politico nel dipartimento di Cundinamarca. La modella è stata quindi rimossa dal suo incarico ed interdetta dal ricoprire cariche pubbliche per 10 anni. Tuttavia questa sentenza è stata revocata in appello.